# Kurt Mühlbacher
Kurt Mühlbacher (* 30. November 1925 in Wien; † 29. Mai 2011 ebenda) war ein österreichischer Politiker (SPÖ) sowie Betriebs- und Steuerberater. Mühlbacher war von 1971 und 1986 Abgeordneter zum Österreichischen Nationalrat.
Mühlbacher besuchte die Pflichtschule und absolvierte danach eine kaufmännische Ausbildung, wobei er die kaufmännische Berufsschule besuchte. Er war danach beruflich als Revisionsassistent, Steuerberater und Betriebsberater tätig und wurde 1971 zum Kommerzialrat ernannt. 
Mühlbacher war innerparteilich Mitglied des Bundesparteivorstandes der SPÖ und vertrat die SPÖ zwischen dem 4. November 1971 und dem 16. Dezember 1986 im Nationalrat. Dabei wirkte er zwischen 1984 und 1986 auch als Obmann-Stellvertreter des Klubs der Sozialistischen Abgeordneten und Bundesräte. Mühlbacher war zudem Vizepräsident der Bundeskammer der gewerblichen Wirtschaft und ab 1973 Präsident des Freien Wirtschaftsverbandes Österreichs 1973, ab 1974 Obmann-Stellvertreter der Pensionsversicherungsanstalt der gewerblichen Wirtschaft sowie ab 1975 Mitglied des Präsidialausschusses des Hauptverbandes der Sozialversicherungsträger Österreich.
Er wurde am Asperner Friedhof in Wien bestattet.